# 尹翁帰
尹 翁帰（いん おうき、? - 紀元前62年）は、中国の前漢時代の人。字は子兄。河東郡平陽県の人だが、のち京兆尹杜陵県に移った。

## 略歴
尹翁帰は若くして親を失い、叔父と同居した。獄吏となり、法律に明るくなると共に剣の使い手となった。当時、大将軍霍光が権力を握っており、霍光の故郷平陽では市で霍氏が好き勝手し、市の吏も止められなかったが、尹翁帰が市の吏となると好き勝手する者は居なくなった。彼は贈り物を受け取らず、商人たちは彼を畏れた。
その後、尹翁帰は吏を辞めて家に居たが、田延年が河東太守となると、かつての部下50-60人を呼び寄せて文に長けた者は東、武に長けた者は西に立たせた。尹翁帰だけはどちらにも行かず、「私は文武を兼ね備えており、どちらでも仰せのままに役目を果たします」と述べた。周囲の者は傲岸不遜と思ったが、田延年は尹翁帰を重んじ、卒史に取り立て、後に督郵とした。尹翁帰の監察は当を得ており、後に県尉に昇進し、郡中の丞や尉を歴任して弘農都尉になった。
その後徴用されて東海太守になった。尹翁帰が廷尉于定国の元を訪れた時、于定国は尹翁帰に同郷人2人の世話を頼もうとし、一緒に引き合わせたが、尹翁帰は全くその2人を見ようともしなかった。于定国はその2人に「お前たちは彼に評価されなかったのだ。それに彼は公私混同しないのだ」と言った。
尹翁帰は東海郡において吏や民の能否や犯罪行為をする者などを悉く知り尽くした。一罰百戒を旨とし、吏や民は彼に服し、東海郡は良く治まった。
その後、成績優秀であったので元康元年（紀元前65年）に右扶風となった。右扶風においても民には緩やかで豪族には厳しい統治を行い、右扶風も良く治まった。
尹翁帰は刑罰を用いて政治を行ったが、清潔で私事を語らず、驕慢なところがなく温和だったので、朝廷でも大いに名声を得ていた。元康4年（紀元前62年）に官に在って死亡した。家には余った財産も無く、宣帝は彼を褒め称える詔を出し、尹翁帰の子に黄金100斤を下賜した。
尹翁帰の子3人は太守となり、うち尹岑は九卿を歴任して後将軍となった。